# Takuya Kawaguchi
Takuya Kawaguchi (født 11. oktober 1978) er en tidligere japansk fodboldspiller.
Han har spillet for flere forskellige klubber i sin karriere, herunder Shonan Bellmare.